# 1655 en France
Chronologie de la France
- 1651
- 1652
- 1653
- 1654
- 1655
- 1656
- 1657
- 1658
- 1659

Cette page concerne l’année 1655 du calendrier grégorien.

## Événements

### Janvier
- 1er janvier : Cosnac arrive de Montpellier à Paris pour mettre de l’ordre dans les affaires de Conti. Il va le jour même réclamer à Mazarin le gouvernement de Guyenne et en sus Château Trompette ; le 3 février, Mazarin annonce par lettre la nomination de Conti[1].
- 7 janvier :
  - mort du pape Innocent X. Le roi refuse le concours de Retz pour l’élection de son successeur et interdit à tous les cardinaux de la faction de France de communiquer avec lui[2].
  - Blaise Pascal quitte Paris pour séjourner à Vaumurier, puis à Port-Royal des Champs avec les solitaires, pendant environ trois semaines[3] ; date probable où se serait tenu l’Entretien de Pascal avec M. de Sacy. Il rentre à Paris le 28 janvier[4].
- 18 janvier : ouverture du conclave. Les cardinaux français voudraient faire élire le cardinal Giulio Sacchetti, ancien évêque de Fano, candidat de Mazarin. Retz soutient au contraire le cardinal Fabio Chigi, connu comme adversaire du ministre et qui est finalement élu à l’unanimité[5].
- En janvier, Retz s’installe fastueusement au palais de Notre-Dame-de-Lorette grâce à l’argent que lui ont prêté ses amis  jansénistes[6].

### Février
- 1er février : refus de l’absolution à Roger du Plessis-Liancourt, duc de La Roche-Guyon, pour jansénisme, par Charles Picoté, vicaire de Saint-Sulpice[7].
- 3 février : ouverture des États provinciaux de Normandie[8] ; ils ne seront plus jamais convoqués[9].
- 4 février : le « Ballet des Plaisirs » est dansé par le roi au Louvre sous un habit de berger[10].

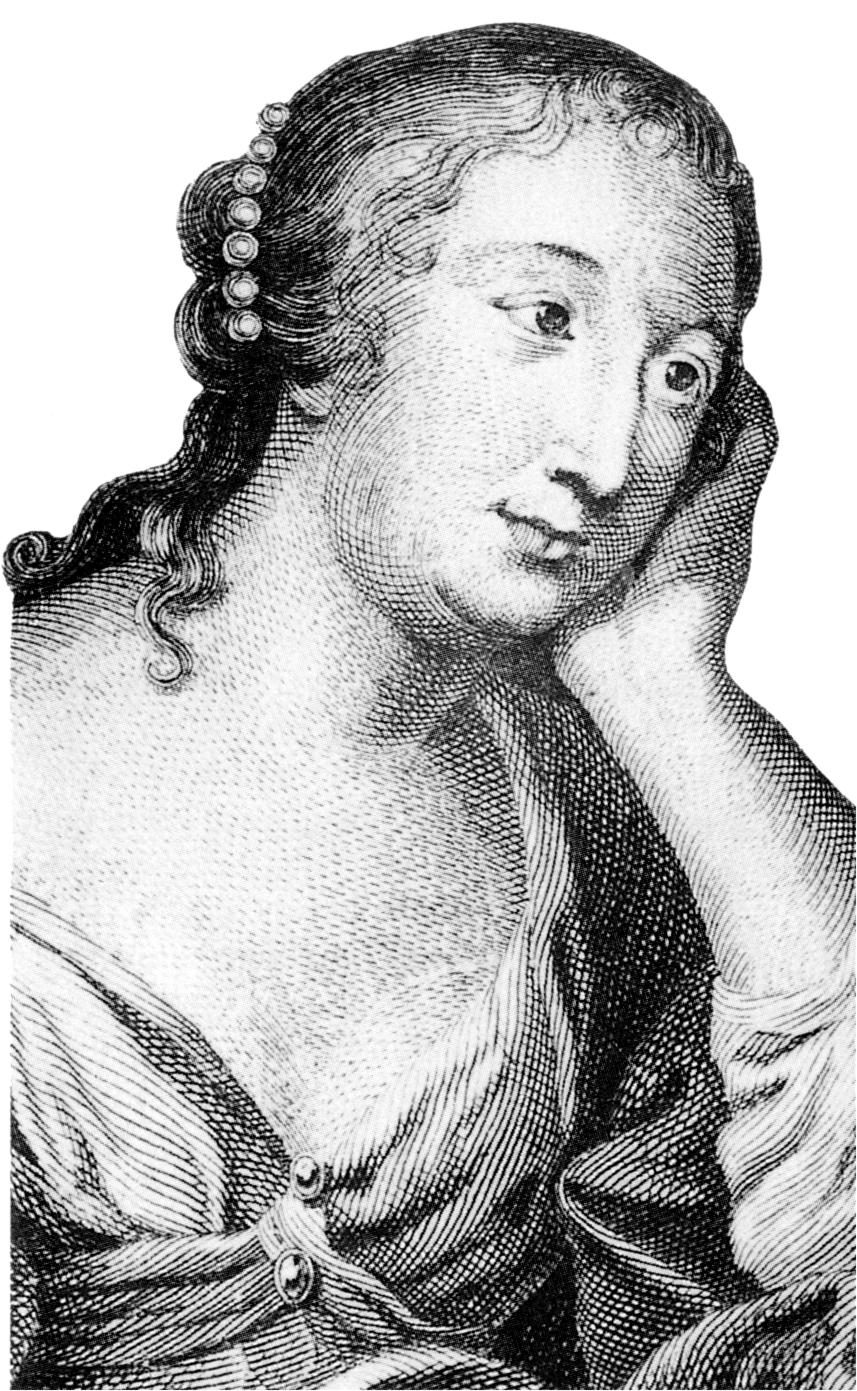
Marie-Madeleine de La Fayette

- 15 février : mariage de Mlle de La Vergne avec le comte de La Fayette[11]. Madame de Sévigné signe au contrat.
- 24 février : Lettre d’un docteur de Sorbonne à une personne de condition sur ce qui est arrivé depuis peu dans une paroisse de Paris à un seigneur de la Cour d’Antoine Arnauld[7].

### Mars
- 11 mars : Nicolas Fouquet constitue au profit du Collège de Clermont dont il est un ancien élève une rente de 1 000 livres pour l'achat de livres. Il y fait construire deux ans plus tard une bibliothèque[12].
- 15 mars : règlement ordonnant une enquête sur les usurpations de noblesse[13].
- 20 mars : enregistrement des édits bursaux (portant création d’impôts) par un lit de justice[14]. 17 édits fiscaux (création de 46 charges de secrétaires du roi, de taxes sur les baptêmes et sur les enterrements, de droits sur les parchemins et papiers timbrés)

### Avril
- 2 avril : Bossuet prononce à Metz le Premier Panégyrique de saint François de Paule[15]. Il publie la Réfutation du catéchisme de Paul Ferri, ministre protestant de Metz, approuvé par l’évêque d’Auguste le 15 avril[16].
- 7 avril : élection du pape Alexandre VII (cardinal Fabio Chigi)[2]. Retz va répétant partout qu’il a fait l’élection. Peu après l’exaltation du nouveau pontife, l’ambassadeur de France, Hugues de Lionne, lui demande audience, réclame l’arrestation immédiate de Retz et sa mise en jugement. Réponse dilatoire du pape.
- 13 avril : séance de la « flagellation » au Parlement : lors d’un lit de justice, Louis XIV intime brutalement aux magistrats d’avoir à lui obéir[14]. Ayant appris que le Parlement va se permettre de délibérer sur des édits enregistrés en sa présence, le roi le rappelle à l’ordre ; procédant « d’une façon étrange et fort éloignée de celle de ses prédécesseurs »[17]. Louis XIV, âgé de 16 ans, en tenue de chasse : « M. le premier président, je vous défends de souffrir aucune assemblée et à pas un de vous de la demander ». C’est à cette occasion qu’on attribue à Louis XIV la phrase apocryphe : « L’État, c’est moi »[18].
- 14 avril : la Sorbonne condamne les activités confraternelles du compagnonnage ouvrier[19].

### Mai
- 7 mai : Louis XIV écrit au pape Alexandre VII pour exiger le châtiment de Retz. À Rome, Lionne multiplie les démarches dans ce sens[20].
- 14 mai : Retz le lui ayant demandé, Alexandre VII lui remet le pallium, insigne de son autorité archiépiscopale. C’est le dernier succès remporté à Rome par le cardinal fugitif[6].
- 17 mai : devant l’insistance de Lionne, Alexandre VII, embarrassé, propose de soumettre le cas de Retz à une congrégation de cardinaux[6].
- 22 mai : de Rome, Retz intervient dans l’administration du diocèse de Paris, à l’occasion de la publication la bulle du jubilé général. Il ordonne aux chanoines de Notre-Dame d’abandonner au plus tôt l’administration du diocèse que leur a confié Mazarin pour rétablir dans leurs fonctions ses deux vicaires généraux, Chevalier et Lavocat, et comme ceux-ci sont alors exilés de Paris, désigne deux curés parisiens, Chassebras et Hodencq comme suppléants. Le courrier parvient au chanoines le 14 juin, qui le transmettent au chancelier Séguier ; les deux curés sont convoqués à la cour par lettre de cachet le 30 juin. Hodencq sort de Paris le soir même, mais Chassebras parvient à se cacher et à exercer sa fonction de vicaire général[21],[22]. C’est le début d’un nouveau conflit entre la cour et le clergé parisien. Louis XIV est exaspéré. Fin mai, mécontent des avanies que lui font subir les Français de Rome et peu satisfait du comportement du pape à son égard, Retz se retire dans une abbaye de moines basiliens, à Grottaferrata, dans les monts Albains. On l’accuse d’y faire imprimer des libelles qui circulent à Paris[23]. Ce qui est sûr, c’est qu’il continue de semer le désordre dans son diocèse.
- 26 mai : publication de la Réponse à quelques demandes dont l’éclaircissement est nécessaire au temps présent de Pascal au père Annat, jésuite, confesseur de Louis XIV[24].
- 30 mai : mariage à Compiègne de Alphonse, fils du duc de Modène, avec Laure Martinozzi nièce de Mazarin (contrat daté du 27 mai)[25]. Le « grand Ballet des Bienvenus » est donné à cette occasion[10].

### Juin
- 28 juin : 
  - le chevalier Étienne de Flacourt, de retour de Madagascar où il avait été envoyé en mai 1648 par la Compagnie des Indes orientales, arrive à Nantes[26].
  - humiliation de Bartet, secrétaire du cabinet du roi, par les hommes duc de Candale qui coupent la moitié de ses cheveux et de sa moustache et arrachent une partie des ornements de ses vêtements[27] (Conrart en dit : « Pourvu qu’il parvînt à ses fins, il ne se soucioit pas autrement de tenir parole ni de blesser son honneur »)[28].

### Juillet
- 9 juillet : un mémoire en trente-deux articles énumérant les crimes de Retz, dont celui de lèse-majesté, parvient à Rome. Lionne presse le pape d’en finir. En août, Alexandre VII fait savoir à Retz qu’il doit démissionner de l’archevêché de Paris s’il ne veut pas voir commencer son procès. Le cardinal répond par une fanfaronnade[20].
- 10 juillet : Seconde Lettre à un duc et pair d’Antoine Arnauld, adressée au duc de Luynes[24].
- 14 juillet : prise de Landrecies par les Français. Elle est suivie de celle de plusieurs autres places[29]. Louis XIV est présent pendant toute cette campagne.
- 23 juillet : le roi est à Guise, il vient de Soissons via La Fère pour visiter ses armées dont il prend la tête le 30[30].
- 26 juillet : le chef d'une bande de marrons surnommé Seichoux, accusé d'avoir facilité la fuite d'esclaves qui voulaient rejoindre les Caraïbes pour chasser les Blancs, est condamné par le Conseil supérieur de la Martinique à être pendu et écartelé[31].

### Août
- 5 et 8 août : l’imposition du sol pour livre sur les transactions au marché soulève une violente émeute à Bourges contre le maire et les échevins[32].
- 10 août : François VII, prince de Marcillac, fils de La Rochefoucauld, est blessé au siège de Condé[33].
- 15 août : le vicaire général Chassebras, curé de la Madeleine, fait afficher à Paris un mandement du cardinal de Retz du 28 juin annonçant la nomination de Chassebras et Hodencq comme vicaires généraux et déclarant nuls les actes des autres, et un mandement rédigé par lui-même le 28 juillet déclarant qu’il exécuterait les ordres de son archevêque sans croire à désobéir au roi[21]. La situation est d’autant plus confuse à Paris que, si Hodencq s’est soumis à l’autorité royale, Chassebras s’est caché dans un clocher de Saint-Jean-en-Grève, d’où il lance des proclamations incendiaires. Tout cela exaspère Alexandre VII[22].
- 18 août : prise de Condé, puis de Saint-Ghislain (25 août) [34].
- 25 août : lors de fête patronale à l’église Saint-Louis-des-Français de Rome, Retz reçoit un affront public du cardinal Antonio Barberini, petit neveu du pape Urbain VIII, l’un des chefs de la faction de France, qui passe devant sa stalle sans le saluer. Ayant protesté auprès du pape, il s’entend répondre que les commissaires chargés d’informer contre lui vont être nommés. Il demande alors la permission, qu’on lui accorde, d’aller soigner son épaule en Toscane, aux eaux de San Casciano[20].
- 27 août : victoire française à la bataille de Solsona dans la campagne de Catalogne ; Clément de Cosnac, plus jeune frère de Daniel de Cosnac, est blessé. Il meurt plusieurs années plus tard des suites de cette blessure[35].

### Septembre
- 2 septembre : Retz part pour la Toscane[20].
- 7 septembre : la cour rentre à Paris[21].
- 7 - 8 septembre : au siège de Palamós, la mésentente entre Conti et Vendôme est cause d’un échec ou y contribue[35].
- 8 septembre : le vicaire général Chassebras fait placarder dans Paris une monition qui condamne les entreprises contre la juridiction de l’archevêque de Paris et les poursuites scandaleuses exercées contre lui-même par la justice séculière ; il exhorte tous ceux qui ont commis ces violences d’en demander pardon à Dieu, et d’y mettre un terme sous peine d’attirer sur leurs têtes les châtiments de l’Église. Le 27 septembre, le Châtelet prononce son bannissement à perpétuité et la confiscation de ses biens et bénéfices, mais Chassebras ne désarme par et fait placarder le 17 octobre une seconde monition. Courant octobre, pour sortir l’Église de Paris de l’anarchie où elle est plongée depuis le printemps, le pape propose à Louis XIV de désigner six ecclésiastiques parmi lesquels Retz choisirait de nouveaux vicaires généraux, ce qui revient à reconnaitre les droits de l’archevêque. La cour accepte et envoie une liste de personnes à sa dévotion. Retz nomme André du Saussay le 2 janvier 1656[22].
- Voyage de Madame de Sévigné à Saint-Fargeau chez la Grande Mademoiselle[36].

### Octobre

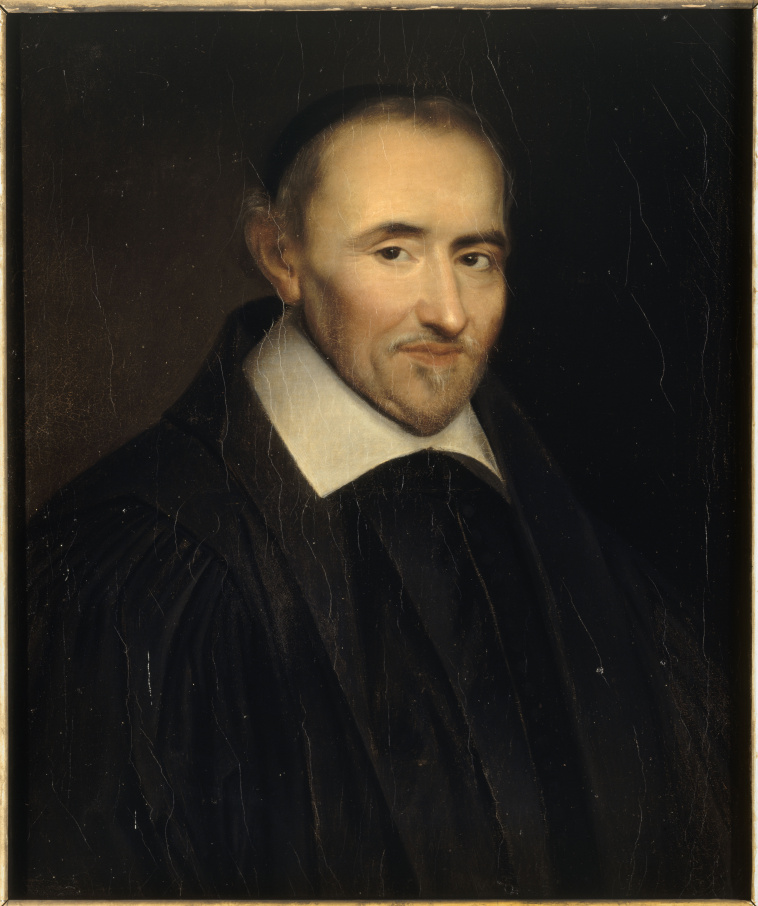
Pierre Gassendi

- Léonard Goulas, oncle de Nicolas Goulas sonde Mazarin pour obtenir la grâce de Monsieur[37]. Bon accueil. Monsieur demande le rétablissement au Parlement des conseillers bannis.
- 24 octobre : Cosnac est sacré évêque à Senlis[38].
- 25 octobre : ouverture à Paris de l’assemblée du clergé[39] à laquelle assiste Cosnac. Comme il n’a pas pris possession de son diocèse, deux évêques, ceux de Grenoble (Pierre Scarron, ancien conseiller au Parlement de Paris, adversaire de Cosnac, parent du premier mari de Madame de Maintenon) et de Viviers (Louis de La Baume de Suze), s’opposent à sa candidature, le considérant comme inéligible. Le premier se désiste, le second est débouté[40].
- 30 octobre : le roi permet à Jean de Choisy (père de l’abbé de Choisy) de construire une forge à Balleroy[41].

### Novembre
- 3 novembre : un premier traité entre la France et l’Angleterre est conclu contre l’Espagne[42]. Un second traité, par lequel les Anglais devaient agir de concert avec la France, est signé le 23 mars 1656.
- 4 novembre : Claude Guyart, syndic de Sorbonne, fait soumettre à examen la Seconde lettre à un duc et pair d’Antoine Arnauld[43].
- 8 novembre : Madame de Châtillon est arrêtée dans sa terre de Merlou ou Marlou, en Beauvoisis[44]. Elle a conspiré avec Hocquincourt gouverneur de Ham et de Péronne, pour livrer les deux places à Condé et aux Espagnols. Hocquincourt se soumet au roi moyennant 1 200 000 livres[45].
- 15 novembre : nomination de la congrégation qui doit examiner le cas de Retz. Elle se compose de neuf cardinaux, dont le secrétaire d’État, et de trois prélats. Mais le procès ne commence pas malgré les réclamations de Hugues de Lionne qui, ulcéré, demande son rappel[20].
- 20 novembre : Charles Colbert, frère de Colbert, est nommé intendant d’Alsace[46].

### Décembre
- 14 décembre : le futur marquis de Louvois obtient, en survivance, la charge de secrétaire d’État de son père[47].